# Wherever I May Roam
Singles de Metallica
Nothing Else Matters
(1992) Sad but True
(1992)
Wherever I May Roam est le cinquième titre de l'album Metallica sorti en 1991 par le groupe de heavy metal Metallica.

## Liste des titres
Toutes les paroles sont écrites par James Hetfield.
| 1. | Wherever I May Roam        | Hetfield, Ulrich                  | 6:43 |
| 2. | Fade to Black (live)       | Hetfield, Ulrich, Burton, Hammett | 7:43 |
| 3. | Wherever I May Roam (démo) | Hetfield, Ulrich                  | 5:35 |

| A.  | Wherever I May Roam                   | Hetfield, Ulrich                             | 6:43  |
| B1. | Last Caress Am I Evil? Battery (live) | Glenn Danzig Harris, Tatler Hetfield, Ulrich | 11:58 |
| B2. | Wherever I May Roam (démo)            | Hetfield, Ulrich                             | 5:35  |

## Classements
- Billboard Hot 100: 82e[2]
- Mainstream Rock Tracks: 25e
- UK Singles Chart: 25e

## Composition du groupe
- James Hetfield - chants; guitare rythmique
- Lars Ulrich - batterie
- Jason Newsted - basse (4 & 12 cordes)
- Kirk Hammett - guitare solo; sitar